# Missouri (tribù)
I Missouri, italianizzati in Missuri e detti anche Missouria, sono un popolo di nativi americani di lingua siouan originari della regione dei Grandi Laghi. I Missouri, insieme con gli Oto (detti anche Otoe), sono una delle tribù federalmente riconosciute negli Stati Uniti.

## Storia

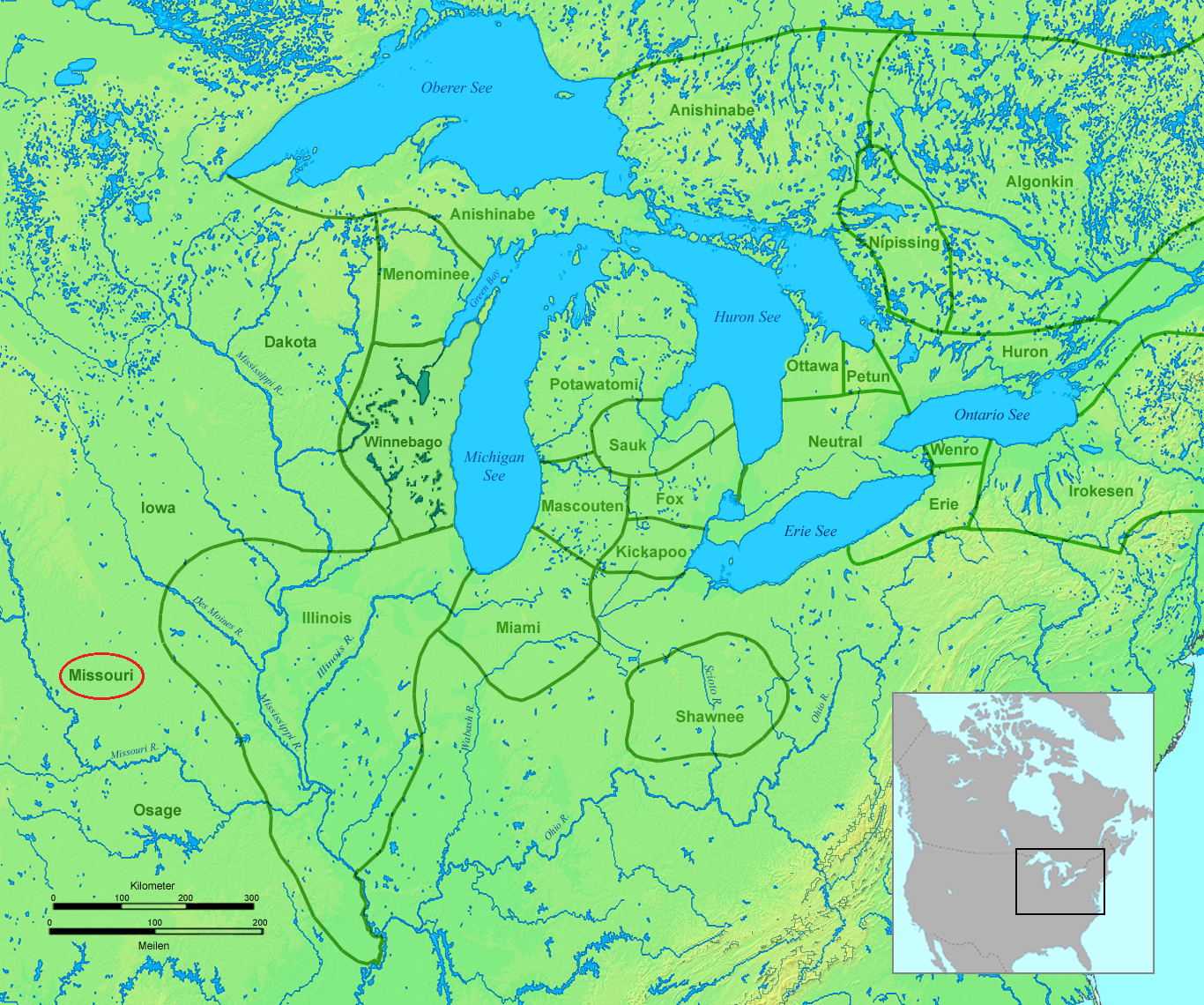
Area tribale della tribù Missouri nel XVII secolo

In origine i due gruppi siouan dei Chiwere, comprendenti i Winnebago, i Missouri, gli Iowa e gli Oto e dei Dhegiha, comprendente gli Osage, i Kansa, i Ponca, gli Omaha ed i Quapaw, vivevano nello stesso luogo. Poi, intorno al 1000 d.C. i due gruppi iniziarono a divergere. Gli Iowa, Oto e i Missouri si separarono dai Winnebago presso Green Bay nel Wisconsin nord-orientale e si spostarono più a sud. Gli Iowa si insediarono presso il fiume omonimo presso la sua confluenza con il Mississippi, mentre gli Oto ed i Missouri proseguirono più a sud stabilendo degli insediamenti presso la confluenza del Grand e del Missouri. In seguito gli Oto si separarono dai Missouri spostandosi più a monte sul Missouri.

## Riserva Otoe-Missouria
Come detto in precedenza, a livello del governo federale degli Stati Uniti, è riconosciuta una entità chiamata Otoe-Missouria Tribe of Indians of Oklahoma composta sia dai Missouri che dagli Otoe. 
Secondo i dati del censimento del 2000 la popolazione della tribù è di 1.472 persone.
L'area di giurisdizione tribale della tribù si trova nelle attuali contee di Noble e Pawnee in Oklahoma ed ha una superficie di circa 523 km2 (circa 129.000 acri). Il quartier generale della tribù si trova a Red Rock nella contea di Noble.